# Rasmus Kristensen
Rasmus Nissen Kristensen (ur. 11 lipca 1997 w Brande) – duński piłkarz grający na pozycji obrońcy we w niemieckim klubie Eintracht Frankfurt. Wychowanek zespołu FC Midtjylland.

## Kariera klubowa
Treningi piłkarskie rozpoczął w wieku 6 lat w Brande IF. Zawodnikiem tego klubu był przez 6 lat, po czym trafił do Herning Fremad, gdzie spędził 2 lata, a następnie przeszedł do FC Midtjylland. 7 marca 2016 zadebiutował w pierwszej drużynie tego klubu w przegranym 1:2 meczu z FC Nordsjælland. W czerwcu 2016 przedłużył kontrakt z klubem o pięć lat. W styczniu 2018 podpisał czteroipółletni kontrakt z AFC Ajax.
19 lipca 2019 roku podpisał kontrakt z austriackim zespołem Red Bull Salzburg, klub poinformował o tym wydarzeniu w stosownym komunikacie. W nowym zespole występował z numerem 43.
Od 1 lipca 2022 roku będzie reprezentować barwy Leeds United.

## Kariera reprezentacyjna
Młodzieżowy reprezentant Danii w kadrach od U-18 do U-21. 
W dorosłej reprezentacji zadebiutował 4 września 2021 roku w meczu kwalifikacyjnym Mistrzostw Świata w Katarze z Wyspami Owczymi wygranym 1–0, wchodząc na drugą połowę spotkania.